# Rüdiger Kipke
Rüdiger Kipke (* 5. Februar 1942 in Wolmirstedt) ist ein deutscher Politikwissenschaftler, Rechtswissenschaftler und Slawist.

## Leben
Kipke ist Professor im Fach Politikwissenschaft der Universität Siegen. Er ist Experte für die östlich gelegenen europäischen Nachbarstaaten, insbesondere die Tschechische Republik, die Slowakei und Ungarn.
Er absolvierte ein Studium der Rechtswissenschaft, Politikwissenschaft und Slawistik an der Georg-August-Universität Göttingen, der Freien Universität Berlin (West-Berlin) und der Karls-Universität Prag vom Sommersemester 1963 bis Wintersemester 1969/70. Im Juli 1974 folgte die Promotion zum Dr. jur. mit dem Dissertationsthema Die Prinzipien und Grundlagen des Föderalismus in der Tschechoslowakischen Sozialistischen Republik. Im April 1984 wurde er habilitiert. Die Habilitationsschrift verfasste er zum Thema Die Untersuchungsausschüsse des Deutschen Bundestages. Praxis und Reform der parlamentarischen Enquete. Im gleichen Jahr erhielt er die Venia Legendi im Fach Politikwissenschaft.
Seit 1990 lehrt Kipke an der Universität Siegen. Zwischen März 1994 und April 1997 war er als Gastprofessor für Politikwissenschaft an der Karls-Universität Prag sowie von September 2001 bis März 2002 an der Universität Leiden in den Niederlanden tätig. Außerdem hat er Lehraufträge an verschiedenen Universitäten im In- und Ausland wahrgenommen.

## Bibliographie (Auswahl)
- Die Prinzipien und Grundlagen des Föderalismus in der Tschechoslowakischen Sozialistischen Republik. Göttingen 1974.
- Die Untersuchungsausschüsse des Deutschen Bundestages – Praxis und Reform der parlamentarischen Enquete. Berlin 1985.
- Studenten am Arbeitsplatz. Das Praktikum im sozialwissenschaftlichen Studium. (mit F. Nickolmann), Münster 1986.
- Die Reaktivierung der Westeuropäischen Union. Zur Perspektive europäischer Sicherheitspolitik. Münster 1988.
- Die Kontrollfunktion des Deutschen Bundestages. Instrumente und Institutionen parlamentarischer Kontrolle. Polis 1991 (Reihe der Fernuniversität in Hagen), Hagen 1991.
- Abschied von der Tschechoslowakei. Beiträge zu Ursachen und Folgen der tschechisch-slowakischen Trennung. (hrsg. mit Karel Vodička), Köln 1993 (Tschechische Ausgabe mit dem Titel: Rozloučení s Československem. Prag 1993).
- Einführung in die Politikwissenschaft. (mit Jürgen Bellers), 4. Auflage, München 2006.
- Identität, Integrität, Integration. Beiträge zur politischen Ideengeschichte Tschechiens. (Hrsg.), Münster 1997.
- Slowakische Republik. Studien zur politischen Entwicklung. (mit Karel Vodička), Münster 2000.
- Die politischen Systeme Tschechiens und der Slowakei. Wiesbaden 2002.
- Das politische System Ungarns. Wiesbaden 2005.
- Die Beneš-Dekrete – Nachkriegsordnung oder ethnische Säuberung: Kann Europa eine Antwort geben? (hrsg. mit H. Timmermann und E. Voráček), Münster 2005.
- Ungarn 1956. Zur Geschichte einer gescheiterten Volkserhebung. (Hrsg.), Wiesbaden 2006.
- Das armenisch-aserbaidschanische Verhältnis und der Konflikt um Berg-Karabach. VS Verlag, Wiesbaden 2012.